# Congo aux Jeux olympiques d'été de 2008
La République du Congo a participé aux Jeux olympiques d'été de 2008 à Pékin. Ses quatre athlètes n'y ont remporté aucune médaille.

## Athlètes engagés

### Athlétisme

#### Hommes
| Athlète                 | Épreuve    | Séries  | Séries | Quarts de finale | Quarts de finale | Demi-finales | Demi-finales | Finale | Finale |
| Athlète                 | Épreuve    | Temps   | Rang   | Temps            | Rang             | Temps        | Rang         | Temps  | Rang   |
| ----------------------- | ---------- | ------- | ------ | ---------------- | ---------------- | ------------ | ------------ | ------ | ------ |
| Ghyd Kermeliss Olonghot | 100 mètres | 11 s 01 | 7e     | -                | -                | -            | -            | -      | -      |

#### Femmes
| Épreuve          | Athlète               | Séries   | Séries | Quarts de finale | Quarts de finale | Demi-finales | Demi-finales | Finale   | Finale |
| Épreuve          | Athlète               | Résultat | Rang   | Résultat         | Rang             | Résultat     | Rang         | Résultat | Rang   |
| ---------------- | --------------------- | -------- | ------ | ---------------- | ---------------- | ------------ | ------------ | -------- | ------ |
| Saut en longueur | Pamela Mouele-Mboussi | 6,06m    | 18e    | -                | -                | -            | -            | -        | -      |

### Natation
- Rony Émile Bakalé

| Athlète           | Épreuve               | Séries  | Séries | Demi-finales | Demi-finales | Finale  | Finale  |
| Athlète           | Épreuve               | Temps   | Rang   | Temps        | Rang         | Temps   | Rang    |
| ----------------- | --------------------- | ------- | ------ | ------------ | ------------ | ------- | ------- |
| Rony Emile Bakale | 100 mètres nage libre | 55 s 08 | 1er    | Eliminé      | Eliminé      | Eliminé | Eliminé |

### Tennis de table
- Yang Fen
- Saka Saraju

| Athlètes (n° de tête de série) | Compétition   | Rang |
| ------------------------------ | ------------- | ---- |
| Yang Fen                       | Simple femmes | 49e  |
| Saka Suraju                    | Simple Hommes | 49e  |